# Transfekce
Transfekce je proces, při kterém je cizí nukleová kyselina zaváděna do eukaryotické buňky za účelem změny genetické výbavy buňky.
Za posledních 30 let si transfekce získala rostoucí popularitu díky svému širokému použití při studiu funkce genů, buněčných procesů a molekulárních mechanismů nemocí. Pochopení molekulární dráhy onemocnění umožňuje objev specifických biomarkerů, které lze použít k diagnostice a prognóze onemocnění. Kromě toho lze transfekci použít jako jednu ze strategií při genové terapii k léčbě nevyléčitelných, dědičných genetických chorob.
V dnešní době umožňuje biotechnologický pokrok transfekci různých typů nukleových kyselin do savčích buněk. Patří mezi ně deoxyribonukleová kyselina (DNA), ribonukleová kyselina (RNA) a také malé nekódující RNA jako je například siRNA, krátká vlásenková RNA (shRNA) a miRNA.
Transfekce se může dělit na přechodnou (transientní) a stabilní. Stabilní transfekce je charakterizována dlouhodobou expresí transgenu integrací cizí DNA do hostitelského jaderného genomu. Transgen pak může být konstitutivně exprimován i s replikací buněk. Oproti tomu přechodná transfekce nevyžaduje integraci nukleové kyseliny do genomu hostitelské buňky. Nukleové kyseliny mohou být transfekovány ve formě plasmidu nebo jako oligonukleotidy. Exprese transgenu se při replikaci hostitelské buňky nakonec ztratí. Přechodná transfekce se obvykle aplikuje při krátkodobých studiích.

## Metody transfekce
Bylo vyvinuto mnoho transfekčních metod. Každá metoda používá různé přístupy, které musí uvážit typ buňky a účel. Ideální metoda by měla mít vysokou účinnost transfekce, nízkou buněčnou toxicitu, minimální účinky na normální fyziologii a snadné použití a reprodukovatelnost.
Metody transfekce se dělí převážně na biologické, chemické a fyzikální, přičemž poslední dvě zmíněné skupiny metod se mohou souhrnně označovat jako nebiologické či nevirové.

### Biologické metody
V klinickém výzkumu se velmi často používá virem zprostředkovaná transfekce, známá také jako transdukce. Tato metoda zahrnuje použití virového vektoru pro přenesení specifické sekvence nukleové kyseliny do hostitelské buňky. Retroviry, jako např. lentiviry se často používají pro stabilní transfekci. Naproti tomu adenovirus a herpes virus jsou virové vektory, které nezaručují stabilní transfekci.

### Chemické metody
Chemická transfekce může být kategorizována na metody na lipozomální nebo nelipozomální bázi.
Transfekční činidlo na bázi lipozomů (lipofekce) je chemická látka, která umožňuje spojení kladně nabitých lipozomů s negativně nabitým genetickým materiálem a vznik agregátů, které mohou hladce splynout s fosfolipidovou dvojvrstvou hostitelské buňky, aby se umožnil vstup cizího genetického materiálu do buňky. Na druhé straně mohou být nelipozomální transfekční činidla dále rozdělena na několik tříd, včetně fosforečnanu vápenatého, dendrimerů, polymerů, nanočástic a nelipozomální lipidy.
- Fosforečnan vápenatý je jednou z nejlevnějších chemikálií používaných při transfekci. Metoda zahrnuje vazbu kladně nabitých vápenatých iontů (Ca2+) se záporně nabitými nukleovými kyselinami společně tvoří sraženinu, která je absorbována hostitelskou buňkou. Nicméně úspěšnost transfekce fosforečnanem vápenatým je poměrně nízká a vyžaduje předchozí optimalizace pro dosažení vysoké účinnosti.[8]
- Dendrimery jsou trojrozměrné, vysoce uspořádané, rozvětvené organické makromolekuly, se kterými mohou nukleové kyseliny tvořit komplexy. Nicméně účinnost transfekce s použitím dendrimerů je stále nižší než u virových vektorů a lipozomálních činidel.[9]

### Fyzikální metody
Mezi běžně používané fyzikální/mechanické metody patří elektroporace, sonoporace, magnetofekce, genová mikroinjekce a ozáření laserem. 

#### Elektroporace
Elektroporace je běžně používaná metoda fyzikální transfekce, která využívá elektrické napětí k přechodnému zvýšení propustnosti buněčné membrány, aby byl umožněn vstup cizí nukleové kyseliny. Tato metoda se běžně používá na obtížně transfekovatelné buňky, jako jsou primární buňky, kmenové buňky. Nicméně použití vysokého napětí může způsobit nekrózu buněk, apoptózu a trvalé poškození buněk.

#### Sonoporace
Sonoporace je technika transfekce, která využívá kavitaci mikrobublin, které vytvářejí přechodné póry v buněčné membráně, což umožňuje cizím látkám vstupovat do buněk skrze póry.

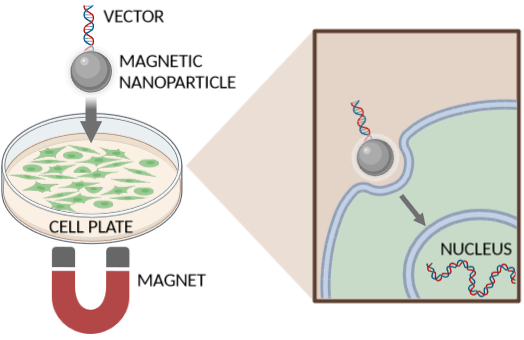
Ukazuje proces transfekce pomocí magnetických nanočástic spojených s genovými vektory, které jsou lokalizovány do buněk prostřednictvím magnetického pole. Magnetická nanočástice je vychytávána endocytózou, po které je dopravena do cytoplazmy a případně do jádra.

#### Magnetofekce
Magnetofekce využívá magnetické síly při přenosu cizích genetických materiálů. V dnešní době jsou magnetické nanočástice (MNP) široce využívány v biomedicínské oblasti jako je podávání léků, bio-zobrazování a diagnostická analýza. Mezi MNP patří především čisté kovy jako Fe, Co, Ni; magnetické slitiny nano-kovů jako je FePt a CoPt; nanoferity jako Fe3O4, {\displaystyle \gamma }-Fe2O3. Nanoferity jsou nejpoužívanější nanočástice, protože mají nejen dobré superparamagnetické vlastnosti, ale také vykazují dobrou biologickou bezpečnost. Magnetofekce se zdá být méně destruktivní pro hostitelské buňky i přes její nízkou účinnost. 
Existují dva způsoby, jak na magnetické nanočástice připojit geny. Prvním a nejpřímějším přístupem je obalit povrch MNP kladně nabitou látkou a následně ji vázat s negativně nabitými geny prostřednictvím elektrostatické absorpce. Polyethylenimin (PEI), složený z mnoha aminoskupin, je běžně používán pro tento přenos genů. Druhou strategií je spojení MNP s komplexy gen/nosič, ve kterém povrchový náboj není určujícím faktorem.